# Gifford Pinchot
Gifford Pinchot (11 août 1865, Simsbury - 4 octobre 1946), est un homme politique américain chef de file du mouvement conservationniste, aspirant à la protection de la nature pour les générations à venir.

## Biographie
Fils de James Pinchot et petit-fils de Amos Eno (en), il suit ses études à la Phillips Exeter Academy, à l'université Yale, puis à l'École nationale des eaux et forêts française.
En 1896, il devint l'ami de John Muir, avant qu'ils ne s'opposent en 1897 quant à la conservation de la nature.
Il est le 4e chef de la « Division forestière » (Division of Forestry) du département de l'Intérieur de 1898 à 1905, succédant à Bernhard Fernow (en), avant de devenir le 1er chef du Service des forêts des États-Unis lors de la transformation du Division of Forestry, poste qu'il occupera jusqu'en 1910.
Il est gouverneur de Pennsylvanie de 1923 à 1927, puis de 1931 à 1935.

## Sources
- (en) Cet article est partiellement ou en totalité issu de l’article de Wikipédia en anglais intitulé « Gifford Pinchot » (voir la liste des auteurs).